# 1991
1991 (MCMXCI) fon un any normal segons el calendari gregorià, començat en dimarts.

## Esdeveniments
Països Catalans
- 11 de febrer: Neix el Club Super 3 a Televisió de Catalunya.
- 17 de juny, la Vall d'Aran: Després de 157 anys, aquest enclavament gascó a Catalunya recupera el seu govern autònom: el Conselh Generau.
- 17 de setembre, Badalona: s'inaugura el Pavelló Olímpic (o Palau Municipal d'Esports), amb un partit de bàsquet entre el Joventut de Badalona i l'Aris de Salònica.[1]
- 3 de desembre, Barcelona: s'inaugura l'escultura A Lluís Millet, de l'artista Josep Salvadó Jassans ubicada davant del Palau de la Música Catalana.[2]
- Es crea la Universitat de Girona, segregant-ne diverses facultats que depenien de la UAB.
- Fundació del grup Accidents Polipoètics.

Resta del món
- 7 de març; Madrid, Espanya: El Congrés dels Diputats aprova la creació de l'Instituto Cervantes.
- 12 de juny: 
  - La ciutat russa de Leningrad recupera el seu antic nom de Sant Petersburg.
  - Borís Ieltsin és elegit president de Rússia.[3]
- 27 d'agost: Moldàvia es declara independent de la Unió Soviètica.[4]
- 30 d'octubre, Conflicte arabo-israelià: La Conferència de Pau de Madrid comença en un esforç per revifar les negociacions de pau entre Israel i Palestina.[5]
- Es desfà el grup de música espanyol Objetivo Birmania
- S'estrenen les pel·lícules Antonia i Jane i La petita locomotora
- Fundació de Fénix Directo.
- Eslovènia es declara indepdendent de Iugoslàvia i té lloc la Guerra d'Eslovènia o Guerra dels deu dies.

### Cinema
| M/d   | Direcció            | Títol                   | Gènere         |
| ----- | ------------------- | ----------------------- | -------------- |
| 07/01 | James Cameron       | Terminator 2            | acció          |
| 01/30 | Jonathan Demme      | El silenci dels anyells | intriga        |
| 01/31 | Gabriele Salvatores | Mediterraneo            | com. dramàtica |
| 05/20 | Ridley Scott        | Thelma i Louise         | drama          |
| 09/29 | Trousdale / Wise    | La bella i la bèstia    | animació       |

### Còmics
Les sèries de Marvel Comics Alpha Flight i The New Mutants aplegaren al número 100: esta última va ser substituïda per X-Force. En canvi, altres com The Transformers foren cancel·lades. El primer número del volum 2 d'X-Men, publicat a l'octubre amb cinc portades diferents, esdevingué el còmic més venut de la història amb una estimació de vora quatre milions d'exemplars.

### Música
| M/d    | artistes              | títol                 | estil     |
| ------ | --------------------- | --------------------- | --------- |
| 05/10  | Sopa de Cabra         | Ben endins            | rock cat. |
| 08/26  | Blur                  | Leisure               | pop       |
|        | Lindsay Cooper        | Oh Moscow             | free jazz |
| 02/26  | Motörhead             | 1916                  | rock dur  |
| 09/24  | Nirvana               | Nevermind             | grunge    |
| 09/24  | Red Hot Chili Peppers | Blood Sugar Sex Magik | funk rock |
| 02/219 | R.E.M.                | Losing My Religion    | folk      |

### Premis Nobel
| Camp                  | Guardonats                   |
| --------------------- | ---------------------------- |
| Física                | - Pierre-Gilles de Gennes    |
| Química               | - Richard R. Ernst           |
| Medicina o Fisiologia | - Erwin Neher - Bert Sakmann |
| Literatura            | - Nadine Gordiner            |
| Pau                   | - Aung San Suu Kyi           |
| Economia              | - Ronald Coase               |

### Videojocs
| M/d   | jocs                                 |  | sist.       |
| ----- | ------------------------------------ |  | ----------- |
| 02/   | Adventure Island II                  |  | Nintendo    |
| 01/   | SimCity                              |  | Amstrad CPC |
| 03/08 | Tarot no yakata                      |  | GG          |
| 06/28 | Aerostar                             |  | Game Boy    |
|       | Bomber Man                           |  | Turbografx  |
| 12/02 | Famicom Jump II: Saikyō no shichinin |  | Famicom     |
|       | Fuji Golf                            |  | Windows     |
|       | The Godfather                        |  | ordinadors  |
| 12/   | Monkey Island 2                      |  | ordinadors  |
|       | SimAnt: The Electronic Ant Colony    |  | ordinadors  |
|       | SkiFree                              |  | PC          |
| 06/23 | Sonic the Hedgehog                   |  | Mega Drive  |
| 12/28 | Sonic the Hedgehog                   |  | GG, MS      |
| 03/   | Street Fighter II                    |  | recreativa  |
|       | Fall of the Foot Clan                |  | Game Boy    |
| 11/21 | Kamigami no Triforce                 |  | SFC         |

## Naixements
Països Catalans
- 2 de gener, Badalona: Mireia Vila Cabiro, jugadora de bàsquet catalana professional.[6]
- 23 de gener, Barcelona: Clara Basiana i Cañellas, nedadora de natació sincronitzada catalana.[7]
- 27 de març, Vilassar de Mar: Judit Neddermann, cantautora catalana.[8]
- 24 d'abril, Alacant: Ana Pomares, escriptora valenciana.[9]
- 10 de juny, Granollers, Vallès Oriental: Pol Espargaró i Villà, pilot vallesà de motociclisme.
- 26 de juny, Tuïr, Rosselló: Angélique Duchemin, boxejadora nord-catalana.[10]
- 8 d'agost, Terrassa, Vallès Occidental: Marta Corredera i Rueda, futbolista catalana, que juga de migcampista o de lateral.[11]
- 28 d'agost, Barcelona: Anna Saliente i Andrés, sociòloga i activista política catalana.[12]

Resta del món
- 1 de gener, Chicago, Estats Units: Alexandra Grey, actriu i cantant estatunidenca.[13]
- 6 de gener, Cadis, Andalusia: Marta Carro, futbolista espanyola que juga com a defensa al València CF de la Primera Divisió d'Espanya.[14]
- 19 de gener, Duće, Croàcia: Petra Martić, jugadora professional de tennis croata.[15]
- 24 de gener, Los Angeles, EUA: Avi Nash, actor nord-americà.
- 2 de febrer, Tyseley, Birmingham: Nathan Delfouneso, futbolista anglès.
- 8 de febrer, Bekoji, Etiòpia: Genzebe Dibaba atleta etíop.[16]
- 12 de febrer, Niterói, Rio de Janeiro: Martine Grael, regatista de vela brasilera, medalla d'or als Jocs Olímpics de Rio de Janeiro.[17]
- 17 de febrer, Londres: Bonnie Wright, actriu anglesa, coneguda pel seu paper de Ginny Weasley a les pel·lícules de Harry Potter.[18]
- 5 de març, Terrassa, Vallès Occidental: Victòria Losada –Viky Losada–, futbolista catalana que ocupa la posició de centrecampista.[19]
- 16 de març, Vallecas: Miguel Cuesta, cantant
- 30 de març, Châteauroux: Gilles Sunu, futbolista francès.
- 7 d'abril, Ceuta, Espanya: Lorena Miranda, jugadora espanyola de waterpolo, medalla de plata als Jocs Olímpics de Londres 2012.[20]
- 15 d'abril, Mannheim, Alemanya: Marco Terrazzino, futbolista.
- 21 d'abril, Londres, Anglaterra: Frank Dillane, Actor i músic britànic
- 3 de maig, Londres: Carlo Acutis, beat per l'Església catòlica (m. 2006).
- 28 de juliol, L'Havana, Cuba: Chanel Terrero, cantant catalanocubana resident a Olesa de Montserrat
- 14 d'agost, Tolosa de Llenguadoc: Mathilde Becerra, esportista francesa d'alt nivell especialitzada en escalada de dificultat.[21]
- 18 d'agost, Algesires: Brisa Fenoy, música (intèrpret i compositora), model, DJ i productora espanyola.[22]
- 24 d'agost, Alemanya: Stefan Bell, futbolista
- 13 de setembre, Madrid: Eduardo Fernández Rubiño, polític i activista espanyol responsable de l'àrea de xarxes socials de Podem.
- 4 de novembre, Downingtown, Pennsilvània: Adriana Chechik, actriu porno estatunidenca.
- 24 de desembre, Doncaster, Anglaterra: Louis Tomlinson, cantant.

## Necrològiques
Països Catalans
- 2 de gener - Sant Cugat del Vallès: Maria Teresa Gibert i Perotti, periodista i política catalana (n. 1904).[23]
- 17 de gener - Barcelona: Josep Amat i Pagès, pintor català (89 anys).
- 20 de gener - Barcelona: Dolors Palau Vacarisas, periodista catalana, especialitzada en l'àmbit de la cultura (n. 1948).[24]
- 30 de gener - Barcelona: Josep Ferrater Mora, filòsof català (n. 1912).
- 2 de març - Barcelona: Rosario Velasco, pintora madrilenya establerta a Barcelona.[25]
- 7 de març - Sant Boi de Llobregat: Concepció Casanova i Danès, filòloga, poeta, mestra i traductora (n. 1906).[26]
- 22 de març - Terrassa, Vallès Occidental: Paulina Pi de la Serra i Joly, política i activista cultural catalana (n. 1906).[27]
- 4 d'abril - Barcelona: Montserrat Alavedra i Comas, soprano catalana (44 anys).[28]
- 18 d'abril - Barcelona: Carme Gombau, cantant d'òpera i professora de cant catalana.[29]
- 24 d'abril - L'Ametlla del Vallès: Margarida Alfonso i Orfila, pianista, compositora i professora de música (n. 1914 o 1915).[30]
- 9 de maig - Chur, Suïssa: Julio Muñoz Ramonet, empresari barceloní (n. 1916).[31]
- 15 de maig - Malgrat de Mar: Vicenç Riera-Llorca, escriptor català. (n. 1903).[32]
- 28 de maig - Palma: Joan Bonet Gelabert, periodista i escriptor (n. 1918).[33]
- 9 de juny - Mürzzuschlag, Àustria: Claudio Arrau, pianista xilè d'ascendència catalana (n. 1903).[34]
- 19 de juny, Figueres, Alt Empordà: Agapit Torrent i Batlle, músic, saxofonista, i compositor, principalment de sardanes (n. 1923).[35]
- 9 de juliol - Sabadell, Vallès Occidental: Dolors Viñas i Camps, pedagoga i periodista catalana (83 anys).
- 30 de juliol - Barcelona: Fabià Puigserver, escenògraf, figurinista, actor, director teatral, promotor de les arts escèniques (n. 1938).[36]
- 1 d'agost - Sabadell: Ricard Simó i Bach, biògraf sabadellenc.
- 29 de setembre - Figueres: Mercedes Moner Raguer, pianista figuerenca (n. 1892).[37]
- 2 d'octubre - Barcelona: Maria Aurèlia Capmany i Farnés, escriptora i activista cultural.[38]
- 10 d'octubre, Austràlia: Gabriella Cilmi, cantant
- 18 d'octubre - Palma, Mallorca: Francesc de Borja Moll i Casasnovas, lingüista, filòleg i editor menorquí.
- 24 d'octubre - Fredrikstad, Noruega: Jordi Tell i Novellas, arquitecte i activista polític català, que va desenvolupar la seva trajectòria a Catalunya, Alemanya, Mèxic i Noruega (n. 1907).[39]
- 10 de novembre - Barcelona: Montserrat Roig, escriptora en català (45 anys).[40]
- 1 de desembre - Chicago, Illinois (EUA): George Stigler, economista estatunidenc, Premi Nobel d'Economia de l'any 1982 (n. 1911).
- 19 de desembre - Sabadell: Joan Morral i Pelegrí, regidor de l'Ajuntament de Sabadell i militant republicà federal.
- 24 de desembre - Barcelona: Maria Àngels Cardona i Florit, biòloga, ecologista i botànica menorquina (n. 1940).[41]
- Cervera: Pere Menal i Brufal, matemàtic

Resta del món
- 17 de gener - Oslo, Noruega: Olaf V de Noruega, Rei de Noruega (1955-1991) (n. 1903).
- 30 de gener - Boston (EUA): John Bardeen, físic estatunidencs, Premi Nobel de Física dels anys 1956 i 1972 (n. 1908).
- 6 de febrer - 
  - Lexington, Massachusetts (EUA): Salvador Luria, metge estatunidenc, Premi Nobel de Medicina o Fisiologia de 1969 (n. 1912).[42]
  - Madrid: María Zambrano, professora, filòsofa i assagista espanyola (n.1904).[43]
- 21 de febrer - Panamà: Margot Fonteyn, ballarina de ballet britànica (m. 1919).[44]
- 23 de febrer - Pamplona: Fidela Bernat Aracués, última parlant nadiua del dialecte del basc anomenat roncalès (n. 1898).[45]
- 3 de març - Honolulu, illes Hawaii, EUA: Murray Teichman, conegut com a Arthur Murray, ballarí estatunidenc (n. 1895).[46]
- 12 de març - Estocolm (Suècia): Ragnar Granit, neurobiòleg suec, Premi Nobel de Medicina o Fisiologia de l'any 1967 (n. 1900).
- 17 de març - Madrid: Pilar Primo de Rivera, líder de la Sección Femenina de la Falange Espanyola (n. 1901).[47]
- 28 de març - Madrid: Mikaela, cantant de cobla i actriu espanyola (n. 1935).[48]
- 1 d'abril - Manhattan, Nova York: Martha Graham, ballarina i coreògrafa estatunidenca, pionera de la dansa contemporània (n. 1894).[49]
- 3 d'abril - Vevey, cantó de Vaud, Suïssa: Henry Graham Greene, novel·lista anglès (n. 1904).[50]
- 14 d'abril - Buenos Aires, Argentina: Rodolfo Zubrisky, violinista argentí.
- 18 d'abril - Madrid: Gabriel Celaya, poeta basc en llengua castellana (n. 1911).[51]
- 14 de maig - Pequín (Xina): Jiang Qing (en xinès: 江青, en pinyin: Jiāng Qīng) va ser una destacada líder comunista xinesa, nascuda en un any no ben determinat entre 1912 i 1914 a Zhucheng, província de Shandong. Va ser esposa de Mao Zedong i membre de la Banda dels Quatre.[52]
- 21 de maig - Sriperumbudur (Índia): Rajiv Gandhi, fou el sisè Primer ministre de l'Índia. (n. 1944).[53]
- 6 de juny - Malibú, Califòrnia, Estats Units: Stan Getz, saxofonista estatunidenc de jazz (n. 1927).[54]
- 19 de juny - Carmel-by-the-Sea, Califòrnia: Jean Arthur, una de les grans actrius estatunidenques dels anys 30 i 40 (n. 1900).[55]
- 19 de juliol - Rabat, Marroc: Odette du Puigaudeau, etnòloga i exploradora francesa.[56]
- 23 d'agost - 
  - Budapest, Hongria: Ágnes Nemes Nagy, poetessa, traductora i assagista hongaresa (n. 1922).
  - Sant Petersburg, Florida: Florence Seibert, bioquímica americana que inventà el test de la tuberculosi (n. 1897).[57]
- 2 de setembre - Ciutat de Mèxic (Mèxic): Alfonso García Robles, diplomàtic mexicà, Premi Nobel de la Pau de l'any 1982 (n. 1911).[58]
- 3 de setembre - La Quinta, Califòrnia: Frank Capra, director de cinema nord-americà d'origen italià, guanyador d'un Oscar (n. 1897).
- 7 de setembre - El Cerrito, Califòrnia (EUA): Edwin McMillan, químic nord-americà, Premi Nobel de Química de 1951 (n. 1907).[59]
- 16 de setembre - Nyack, Nova Yorkː Olga Spesívtseva, cèlebre ballarina russa (n. 1895).[60]
- 20 de setembre - Parísː Edmée de La Rochefoucauld, dona de lletres francesa, escriptora i filòsofa (n. 1895).[61]
- 25 de setembre - Niça: Viviane Romance, actriu teatral, cinematogràfica i televisiva de nacionalitat francesa (n. 1912).[62]
- 28 de setembre - Santa Mònica, Càlifornia: Miles Davis, considerat un dels trompetistes més influents del Jazz (n. 1926).[63]
- 7 d'octubre - Roma: Natalia Ginzburg, escriptora italiana (n. 1916).[64]
- 24 de novembre - Londres, Regne Unit: Farrokh Pluto Bulsara, conegut com a Freddie Mercury, cantant britànic component de The Queen (45 anys).
- 27 de novembre - Praga: Vilém Flusser, filòsof.
- 30 de novembre - Bratislava, Eslovàquia: Irena Blühová, fotògrafa social eslovaca (n. 1904).[65]
- 9 de desembre - Monson, Maine: Berenice Abbott, fotògrafa estatunidenca (n. 1898).[66]
- 15 de desembre - Kíev, RSS d'Ucraïna: Vasili Zàitsev, franctirador de l'exèrcit roig soviètic.
- 22 de desembre - Palm Springs, Califòrnia: Ernst Krenek, nascut a Àustria, d'origen txec, i naturalitzat estatunidenc (n. 1900).